# Urban Gad (militär)

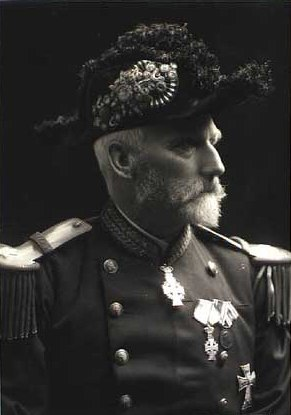
Urban Gad.

Nicolaus Urban Gad, född den 20 december 1841 i Köpenhamn, död den 6 april 1920, var en dansk sjöofficer. Han var gift med författarinnan Emma Gad och far till Urban Gad.
Gad blev löjtnant 1862, premiärlöjtnant 1868, kapten 1880, kommendör 1892 och tog avsked 1901 med konteramirals grad. 
Han var kommendör av första graden av Dannebrogsorden, Dannebrogsmännens hederstecken och mottagare av Kristian IX:s medalj. Han var även ordförande för Dansk Ferskvands-Kultur.